# Declaración de los Derechos de la Mujer y de la Ciudadana

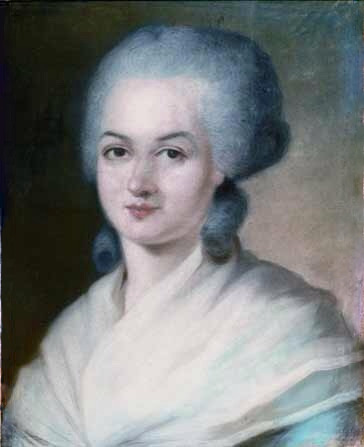
Olympe de Gouges

La Declaración de los Derechos de la Mujer y de la Ciudadana (en francés Déclaration des Droits de la Femme et de la Citoyenne) es un texto redactado el 5 de septiembre de 1791 por la escritora francesa Olympe de Gouges parafraseando la Declaración de los Derechos del Hombre y del Ciudadano proclamada el 26 de agosto de 1789, el texto fundamental de la Revolución francesa. Es uno de los primeros documentos históricos que propone la emancipación femenina en el sentido de la igualdad de derechos o la equiparación jurídica y legal de las mujeres en relación con los varones. Este documento fue presentado en la Asamblea Legislativa el 28 de octubre de 1791.
La evolución del concepto de los derechos humanos del siglo XVI y extendido por los pensadores sociales del XVII y los ilustrados del XVIII, con las primeras revoluciones liberales fue recogido en textos normativos: la Declaración de Derechos de Virginia, en el contexto de la Independencia de Estados Unidos (1776), y la Declaración de los Derechos del Hombre y del Ciudadano, en la revolución francesa (1789). En ninguno de estos documentos se consideró a las mujeres. 

A lo largo de la Historia, la mujer ha estado relegada social, económica y políticamente por el hombre a un segundo plano. Evidentemente es necesario diferenciar aquí la situación de la mujer según pueblos, sociedades y civilizaciones.

## Análisis
Olympe de Gouges se inspiró íntegramente en la Declaración de los Derechos del Hombre y del Ciudadano y redactó una adaptación solo cambiando la palabra hombre por mujer. En algunos pasajes equiparaba los mismos derechos para ambos sexos y, en otros artículos resaltaba el predominio del hombre sobre la mujer.
Se compone de un preámbulo dedicado a la reina María Antonieta, el preámbulo de la obra, de 17 artículos y un epílogo.
En la época solo se distribuyeron 5 copias, recién en 1840 algunos extractos de la Declaración fueron publicados. El texto integral fue dado a conocer en 1986 por la escritora Benoîte Groult.

## Artículos de los derechos de la Mujer y de la Ciudadana
Preámbulo: Las madres, hijas, hermanas, representantes de la nación, piden que se las constituya en asamblea nacional. Por considerar que la ignorancia, el olvido o el desprecio de los derechos de la mujer son las únicas causas de los males públicos y de la corrupción de 105 gobiernos, han resuelto exponer en una declaración solemne, los derechos naturales, inalienables y sagrados de la mujer a fin de que esta declaración, constantemente presente para todos los miembros del cuerpo social les recuerde sin cesar sus derechos y sus deberes, a fin de que los actos del poder de las mujeres y los del poder de los hombres puedan ser, en todo instante, comparados con el objetivo de toda institución política y sean más respetados por ella, a fin de que las reclamaciones de las ciudadanas, fundadas a partir de ahora en principios simples e indiscutibles, se dirijan siempre al mantenimiento de la constitución, de las buenas costumbres y de la felicidad de todos. En consecuencia, el sexo superior tanto en belleza como en coraje, en los sufrimientos maternos, reconoce y declara, en presencia y bajo los auspicios del Ser supremo, los Derechos siguientes de la Mujer y de la Ciudadana:
1. La mujer nace, permanece y muere libre al igual que el hombre en derechos.
2. El objetivo de toda asociación política es la conservación de los derechos naturales e imprescriptibles de la Mujer y del Hombre; estos derechos son la libertad, la propiedad, la seguridad y, sobre todo, la resistencia a la opresión.
3. El principio de toda soberanía reside esencialmente en la Nación que no es más que la reunión de la Mujer y el Hombre: ningún cuerpo, ningún individuo, puede ejercer autoridad que no emane de ellos.
4. La libertad y la justicia consisten en devolver todo lo que pertenece a los otros; así, el ejercicio de los derechos naturales de la mujer solo tiene por límites la tiranía perpetua que el hombre le opone; estos límites deben ser corregidos por las leyes de la naturaleza y de la razón.
5. Las leyes de la naturaleza y de la razón prohíben todas las acciones perjudiciales para la Sociedad: todo lo que no esté prohibido por estas leyes, prudentes y divinas, no puede ser impedido y nadie puede ser obligado a hacer lo que ellas no ordenan.
6. La ley debe ser la expresión de la voluntad general; todas las Ciudadanas y Ciudadanos deben participar en su formación personalmente o por medio de sus representantes. Debe ser la misma para todos; todas las ciudadanas y todos los ciudadanos, por ser iguales a sus ojos, deben ser igualmente admisibles a todas las dignidades, puestos y empleos públicos, según sus capacidades y sin más distinción que la de sus virtudes y sus talentos.
7. Ninguna mujer se halla eximida de ser acusada, detenida y encarcelada en los casos determinados por la Ley. Las mujeres obedecen como los hombres a esta Ley rigurosa.
8. La Ley solo debe establecer penas estrictas y evidentemente necesarias y nadie puede ser castigado más que en virtud de una Ley establecida y promulgada anteriormente al delito y legalmente aplicada a las mujeres.
9. Sobre toda mujer que haya sido declarada culpable caerá todo el rigor de la Ley.
10. Nadie debe ser molestado por sus opiniones incluso fundamentales; si la mujer tiene el derecho de subir al cadalso, debe tener también igualmente el de subir a la Tribuna con tal que sus manifestaciones no alteren el orden público establecido por la Ley.
11. La libre comunicación de los pensamientos y de las opiniones es uno de los derechos más preciosos de la mujer, puesto que esta libertad asegura la legitimidad de los padres con relación a los hijos. Toda ciudadana puede, pues, decir libremente, soy madre de un hijo que os pertenece, sin que un prejuicio bárbaro la fuerce a disimular la verdad; con la salvedad de responder por el abuso de esta libertad en los casos determinados por la Ley.
12. La garantía de los derechos de la mujer y de la ciudadana implica una utilidad mayor; esta garantía debe ser instituida para ventaja de todos y no para utilidad particular de aquellas a quienes es confiada.
13. Para el mantenimiento de la fuerza pública y para los gastos de administración, las contribuciones de la mujer y del hombre son las mismas; ella participa en todas las prestaciones personales, en todas las tareas penosas, por lo tanto, debe participar en la distribución de los puestos, empleos, cargos, dignidades y otras actividades.
14. Las Ciudadanas y Ciudadanos tienen el derecho de comprobar, por sí mismos o por medio de sus representantes, la necesidad de la contribución pública. Las Ciudadanas únicamente pueden aprobarla si se admite un reparto igual, no solo en la fortuna sino también en la administración pública, y si determinan la cuota, la base tributaria, la recaudación y la duración del impuesto.
15. La masa de las mujeres, agrupada con la de los hombres para la contribución, tiene el derecho de pedir cuentas de su administración a todo agente público.
16. Toda sociedad en la que la garantía de los derechos no esté asegurada, ni la separación de los poderes determinada, no tiene constitución; la constitución es nula si la mayoría de los individuos que componen la Nación no ha cooperado en su redacción.
17. Las propiedades pertenecen a todos los sexos reunidos o separados; son, para cada uno, un derecho inviolable y sagrado; nadie puede ser privado de ella como verdadero patrimonio de la naturaleza a no ser que la necesidad pública, legalmente constatada, lo exija de manera evidente y bajo la condición de una justa y previa indemnización.

Epílogo: Mujer, despierta; el rebato de la razón se hace oír en todo el universo; reconoce tus derechos. El potente imperio de la naturaleza ha dejado de estar rodeado de prejuicios, fanatismo, superstición y mentiras. La antorcha de la verdad ha disipado todas las nubes de la necedad y la usurpación. El hombre esclavo ha redoblado sus fuerzas y ha necesitado apelar a las tuyas para romper sus cadenas. Pero una vez en libertad, ha sido injusto con su compañera. ; Oh, mujeres! ¡Mujeres! ¿Cuándo dejaréis de estar ciegas? ¿Qué ventajas habéis obtenido de la revolución? Un desprecio más marcado, un desdén más visible. [...] Cualesquiera sean los obstáculos que os opongan, podéis superarlos; os basta con desearlo.

## Valor de la Declaración

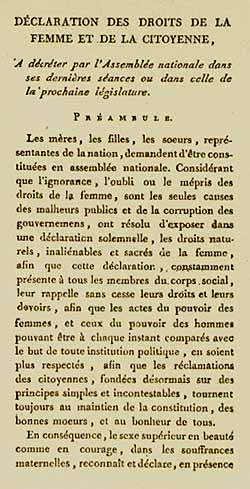

La Declaración de los Derechos de la Mujer y la Ciudadana constituye por sí misma un alegato en favor de las reivindicaciones femeninas y una proclama auténtica de la universalización de los derechos humanos.
Su autora denunciaba que la revolución olvidaba a las mujeres en su proyecto de igualdad y libertad. Defendía que la «mujer nace libre y debe permanecer igual al hombre en derechos» y que «la Ley debe ser la expresión de la voluntad general; todas las Ciudadanas y los Ciudadanos deben contribuir, personalmente o por medio de sus representantes, a su formación».
Reclamaba un trato igualitario hacia las mujeres en todos los ámbitos de la vida tanto públicos como privados: derecho al voto y a la propiedad privada, poder participar en la educación y en el ejército, y ejercer cargos públicos llegando incluso a pedir la igualdad de poder en la familia y en la Iglesia. Solo algunos de los derechos fueron aceptados, pero eso fue unos cuantos años después.

El planteamiento feminista no era compartido por los varones que dirigían la revolución, ni siquiera los más radicales. Olympe de Gouges fue acusada de traición a la revolución por oponerse a la pena de muerte contra el rey Luis XVI, por este cargo fue arrestada y guillotinada el 3 de noviembre de 1793.
"La Declaración de los Derechos de la Mujer y la Ciudadana constituye por sí misma un alegato brillante y radical en favor de las reivindicaciones femeninas y una proclama auténtica de la universalización de los derechos humanos".